# Fiamignano
Fiamignano es una localidad italiana de la provincia de Rieti, región de Lacio, con 1.562 habitantes.

## Evolución demográfica
| Gráfica de evolución demográfica de Fiamignano entre 1861 y 2001 |
|                                                                  |
| Fuente ISTAT - Elaboración gráfica por parte de Wikipedia        |